# Stemma di Montserrat
Lo stemma di Montserrat, adottato per la prima volta nel 1909, consiste in uno scudo recante l'immagine di una donna vestita di verde: rappresenta Erin, personificazione dell'Irlanda, derivata dalla dea mitologica Ériu. La donna tiene un'arpa dorata, altro riferimento all'Irlanda riportato anche sullo stemma di quest'ultima. La croce simboleggia la Cristianità.
Lo stemma intende così ricordare che gli attuali abitanti di Montserrat discendono da un gruppo di coloni irlandesi esiliati nell'isola da Oliver Cromwell nel XVII secolo.
Lo stemma compare anche nella bandiera di Montserrat.